# Мемет Нузет
Меме́т Нузе́т (крымскотат. Memet Nuzet, настоящая фамилия: Челеби́ев крымскотат. Çelebiyev; 13 марта 1888, Айдар-Газы, Сакский район — 4 мая 1934, Коккозы, Бахчисарайский район) — крымскотатарский поэт и писатель.

## Биография
Родился 13 марта 1888 года в селе Айдар Газы, Евпаторийского уезда Таврической губернии Российской империи (ныне село Орлянка Сакского района Крыма).
Получил начальное домашнее образование, учился в Евпаторийском медресе, а с 1900 года — в Зынджирлы-медресе. Там он изучил русский язык, познакомился с произведениями русской литературы, и именно там начал сам сочинять стихи. Его учителем в медресе был известный педагог Исмаил Леманов.
Активный творческий период Мемета Нузета начался во время революции 1905 года. Творчество поэта вызвало недовольство власть имущих, за что он подвергался преследованиям. Так, в 1909 году его арестовали за эпиграмму на царских чиновников, в тюрьме он провёл четыре месяца.
После освобождения из тюрьмы Мемет Нузет путешествовал по России, в частности был в Москве, Санкт-Петербурге, Нижнем Новгороде, Казани, Уфе, Оренбурге. В начале 1910-х встречался в Казани с известным татарским поэтом Габдуллой Тукаем.
Уже в советское время Мемет Нузет работал учителем и продолжал творить, активно выступая в печати со злободневными стихами. Расцвет его творчества пришёлся на вторую половину 1920-х годов.
Умер Мемет Нузет внезапно 4 мая 1934 года в селе Коккоз (ныне Соколиное) Бахчисарайского района.

## Творчество
Мемет Нузет известнен как автор остросатирических стихов и прозаических произведений, в которых обличал власть имущих и представителей духовенства. В частности, в сатирической повести «Селим сохта» («Учащийся Селим») писатель мастерски изображает трагикомические случаи из жизни насельников медресе, здесь же показаны последствия поражения Российской империи в Русско-японской войне. Эту повесть, а также рассказ «Бахытсыз къоранта» («Несчастная семья») принято считать первыми произведениями критического реализма в крымскотатарской литературе. Также известно, что значительная часть литературного наследия Мемета Нузета была утрачена.

## Память
В честь Мемета Нузета названа улица в Киевском районе Симферополя.

## Сочинения
- Акъ рахмет эйлесин! : Шиир // Э. Шемьи-заде. Эдебий ве тенкъидий макъалелер. — Симферополь, 2000. — С.154-155.
- Къарт къызнынъ тюшюнджелеры : Шиир // Къырым. — 2007. — Авг. 4. — С. 2.
- Нишанлыма кеткенде : Шиир // Э. Шемьи-заде. Эдебий ве тенкъидий макъалелер. — Симферополь, 2000. — С.149-152.
- Такъсим Дерси : Къысса // Янъы дюнья (Балалар дюньясы). — 2011. — Февр. 25. — С. 4.
- Шаирнинъ уйкъусы; Чёль тарафнынъ аятындан; Тиленджы къарт; Ама-а-а-а-н, ш акъайлар! ; Вааз; Чобан ве Эчки; Агъыр Джеза; Ногъайнен мола; Ичкы къурбаны; Бир сархошнынъ агъызындан; Тек, магъа Корюн; Чоранынъ пешманлыгъы; ошеек : Шиирлер // Э. Шемьи-заде. Омюр ве яратыджылыкъ. — 1974. — С. 58-79.